# Ляпунов, Борис Михайлович
Бори́с Миха́йлович Ляпуно́в (25 июля [6 августа] 1862, Болобоново, Курмышский уезд, Симбирская губерния, Российская империя — 22 февраля 1943, Боровое Акмолинской области, Казахская ССР) — российский и советский лингвист-славист. Член-корреспондент Петербургской Академии наук (1907). Академик АН СССР (1923) и Польской АН (1930), член-корреспондент Болгарской (1932) и Чешской (1934) академий наук.

## Биография
Родился в посёлке Болобоново Курмышского уезда Симбирской губернии (ныне — Пильнинский район Нижегородской области).
Сын астронома М. В. Ляпунова, брат математика А. М. Ляпунова и композитора С. М. Ляпунова.
Окончил Петербургский университет (1885), профессор Новороссийского университета (Одесса) (1901—1924) и ЛГУ (1924—1929).
Умер и похоронен в эвакуации в посёлке Боровое.

## Научная деятельность
Ученик А. А. Потебни, И. В. Ягича, последователь А. А. Шахматова. Специалист по истории русского языка, сравнительной грамматике славянских языков, этимологии, диалектологии, лексикографии. Ляпунов защищал завоевавшую с тех пор признание концепцию праславянского языка как континуума диалектов — «языковых областей» с собственными фонетическими и морфологическими признаками и отвергал существование трёх праязыков каждой ветви славянства («празападнославянского» и т. п.). Применял к праславянскому пространству принципы лингвистической географии.

## Основные работы
- Исследования о языке синодального списка 1-й Новгородской летописи. — СПб., 1899. Вып. 1;
- Формы склонения в старославянском языке. — Одесса, 1905;
- Из наблюдений над языком древнерусских и старославянских памятников // Zbornik u slavu Vatroslava Jagića. — B., 1908. — С. 675—680;
- «Единство русского языка в его наречиях» (1919)